# The 1752 Group
The 1752 Group (en anglès; El Grup 1752) és una organització de investigació i grup de pressió que treballa per acabar amb la conducta sexual inadequada a l'educació universitària.

## Història
La Conferència sobre l'assetjament sexual a l'educació universitària (The Sexual Harassment in Higher Education, SHHE), la primera conferència universitària del Regne Unit sobre l'assetjament sexual entre el personal i l'estudiant, es va celebrar a Goldsmiths el desembre de 2015.
La conferència va impulsar les e, que havien gastat 1.752 £ en l'esdeveniment, a crear una organització nacional per identificar i abordar la mala conducta sexual del personal de les universitats del Regne Unit.
El Grup 1752 es va establir el 2016. El diari The Guardian ha estat un ferm partidari del grup.

## Gent clau
El Grup 1752 va ser cofundat per diverses acadèmiques amb experiència en sindicats d'estudiants, canvi organitzatiu, consultoria i activisme de base. Entre elles s'inclouen:
- Dra. Anna Bull, professora de sociologia a la Universitat de Portsmouth.
- Dra. Emma Chapman, investigadora de la Royal Astronomical Society, Imperial College London.
- Heidi Hasbrouch, directora associada d'investigació qualitativa de Kantar Public.
- Dra. Tiffany Page, professora de sociologia a la Universitat de Cambridge.
- Dra. Chryssa Sdrolia, directora adjunta del currículum d'anglès KS5.

Les membres del Grup 1752 han concedit diverses entrevistes sobre les seves prioritats. En declaracions a la LSE, la Dra. Tiffany Page ha subratllat la necessitat d'investigar i actuar: «és fonamental situar-ho com una qüestió d'accés igualitari a l'educació, que es troba sota la Llei d'igualtat de 2010 (Equality Act 2010) i sota responsabilitats institucionals. Les universitats han de salvaguardar i protegir els seus estudiants, però també vetllar per la igualtat d'accés als recursos La mala conducta sexual del personal pot comportar que les estudiants interrompin o abandonin els seus estudis, o hagin d'evitar qualsevol situació en què hagin d'estar al mateix espai que aquest membre del personal, que afecti els seus estudis i accés de múltiples maneres». La doctora Anna Bull està duent a terme un projecte finançat pel Consell de finançament de l'educació superior per a Anglaterra (Higher Education Funding Council for England, HEFCE) que examina les polítiques universitàries, en què participen grups focals que han patit conductes sexuals inadequades del personal.
El 2020, El Grup 1752 i el despatx d'advocats d'Ann Olivarius, McAllister Olivarius, van publicar un informe, Orientació sectorial per abordar la mala conducta sexual del personal a l'educació superior del Regne Unit (Sector Guidance to Address Staff Sexual Misconduct in UK Higher Education  PDF)

## Investigació
La conducta sexual inapropiada per part del personal acadèmic està sota investigació a tot el món i es va investigar per última vegada al Regne Unit l'any 1998. El Grup 1752 es compromet a desenvolupar investigacions sobre la conducta sexual indeguda a l'educació universitària i a implementar una política a tot el Regne Unit per protegir les estudiants. Les seves prioritats estratègiques inclouen:
- Implementar un codi nacional de conducta que aclareixi els límits professionals.
- Desenvolupar un procés de denuncia de conductes sexuals indegudes.
- Establir una oficina nacional independent per a la defensa i el suport de la conducta sexual inadequada.
- Assegurar que totes les institucions registren dades i posen a disposició del públic informes sobre totes les al·legacions.
- Abordar l'impacte a llarg termini de la mala conducta sexual del personal en aquelles que la pateixen.
- Implementar un canvi cultural integral a nivell sectorial i institucional.

L'any 2011, la campanya de dones de la Unió Nacional d'Estudiants (National Union of Students, NUS) va publicar Hidden Marks (Marques ocultes), que va trobar que «les estudiants que havien estat sotmeses a una agressió sexual menys greu (< 2 %) eren menys propenses a denunciar a la policia o a la institució». El Grup 1752 es va associar amb la Unió Nacional d'Estudiants per llançar la primera enquesta del Regne Unit sobre la mala conducta sexual del personal a l'educació universitària. L'informe es va publicar l'abril de 2018. Va trobar que un terç de les universitats no tenen cap política sobre les relacions entre el personal i l'estudiant i, com a resultat, menys del 10% de les estudiants que van patir assetjament sexual van denunciar el comportament a les seves institucions.